# Sandra Kisil
Sandra Kisil (ur. 12 maja 1984 r.) – kanadyjska wioślarka.

## Osiągnięcia
- Mistrzostwa Świata – Poznań 2009 – czwórka bez sternika – 3. miejsce[1].